# Harvard Crimson
Harvard Crimson är en idrottsförening tillhörande Harvard University och har som uppgift att ansvara för universitetets idrottsutövning.

## Idrotter
Crimson deltager i följande idrotter:
| Herrar - Alpin skidsport - Amerikansk fotboll - Baseboll - Basket - Brottning - Fotboll - Friidrott - Fäktning - Golf - Ishockey - Lacrosse - Nordisk skidsport - Rodd - Segling - Simning - Simhopp - Squash - Tennis - Terränglöpning - Vattenpolo - Volleyboll | Damer - Alpin skidsport - Basket - Fotboll - Friidrott - Fäktning - Golf - Ishockey - Lacrosse - Landhockey - Nordisk skidsport - Rodd - Rugby - Segling - Simning - Simhopp - Softboll - Squash - Tennis - Terränglöpning - Vattenpolo - Volleyboll |

## Idrottsutövare

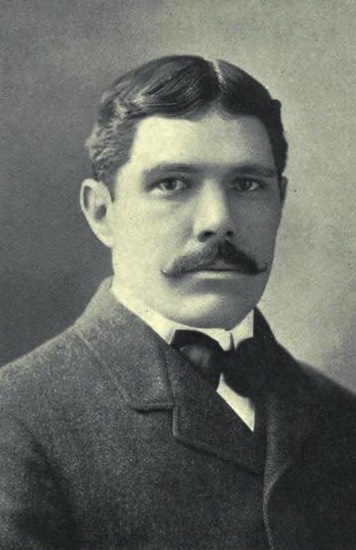
Fred Hovey.

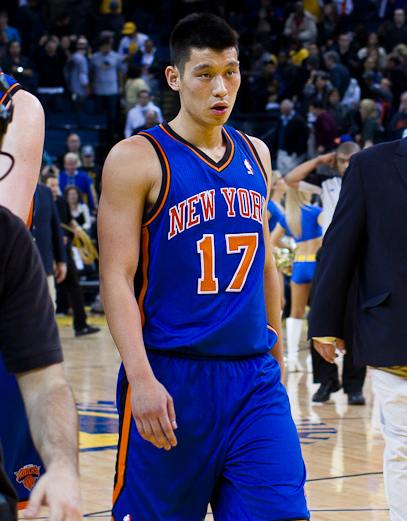
Jeremy Lin.

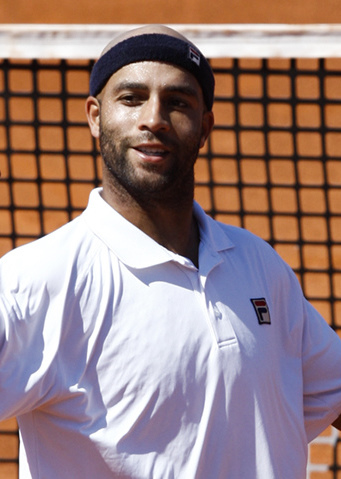
James Blake.

| Amerikansk fotboll - Ryan Fitzpatrick - Tommy Lee Jones Basket - Jeremy Lin Friidrott - Ellery Clark - Dóra Győrffy - William Hoyt - Brenda Taylor Ishockey - Nick Abruzzese - Craig Adams - Chris Bala - Alex Biega - Danny Biega - Colin Blackwell - Jennifer Botterill - Caitlin Cahow - John Chase - Julie Chu - Bob Cleary - Matt Coronato - Kyle Criscuolo - Ryan Donato - Ted Donato - Jack Drury - Ted Drury - John Farinacci - Sean Farrell - Adam Fox - Lyndsey Fry - Alexander Fällström - John Garrison - Jamie Hagerman - Bill Keenan - Alexander Kerfoot - Alexander Killorn - Alex Laferriere | - Louis Leblanc - Sean Malone - John Marino - Robert McVey - Allison Mleczko - Dominic Moore - Ian Moore - Steve Moore - Terry O'Malley - Edwyn Owen - Michelle Picard - Josephine Pucci - Jack Rathbone - Dylan Reese - Marshall Rifai - Angela Ruggiero - Tammy Shewchuk-Dryden - Frank Stubbs - Don Sweeney - Henry Thrun - Sarah Vaillancourt - Jimmy Vesey - Reilly Walsh - Noah Welch - Sandra Whyte-Sweeney Rodd - Andrew Sudduth - Cameron Winklevoss - Tyler Winklevoss Tennis - James Blake - Joseph Clark - William Clothier - Dwight F. Davis - Fred Hovey - Richard Sears - Holcombe Ward - Malcolm Whitman - Richard Norris Williams |